# Gąsiory (Lublin)
Pour les articles homonymes, voir Gąsiory.
Gąsiory (prononciation [ɡɔ̃ˈɕɔrɨ]) est un village de la gmina d'Ulan-Majorat du powiat de Radzyń Podlaski dans la voïvodie de Lublin, situé dans l'est de la Pologne.
Il se situe à environ 8 kilomètres (km) au nord de Ulan-Majorat (siège de la gmina), 12 kilomètres au nord-ouest de Radzyń Podlaski (siège du powiat) et 69 kilomètres au nord de Lublin (capitale de la voïvodie).
Le village comptait approximativement une population de 285 habitants en 2009.

## Histoire
De 1975 à 1998, le village est attaché administrativement à la voïvodie de Biała Podlaska.

Depuis 1999, il fait partie de la nouvelle voïvodie de Lublin.